# Charinus sooretama
Espèce
Charinus sooretama est une espèce d'amblypyges de la famille des Charinidae.

## Distribution
Cette espèce est endémique de l'Espírito Santo au Brésil. Elle se rencontre vers Sooretama.

## Description
La carapace des mâles mesure de 3,36 à 3,50 mm de long sur de 4,75 à 5,00 mm et celle des femelles de 2,50 à 2,90 mm de long sur de 3,70 à 4,50 mm.

## Étymologie
Son nom d'espèce lui a été donné en référence au lieu de sa découverte, Sooretama.

## Publication originale
- Miranda, Giupponi, Prendini & Scharff, 2021 : « Systematic revision of the pantropical whip spider family Charinidae Quintero, 1986 (Arachnida, Amblypygi). » European Journal of Taxonomy, no 772, p. 1–409 (texte intégral).